# وظیفه
وظیفه یا تکلیف گاهی به مفهوم بسیار وسیع برای اشاره به اعمالی (یا حتی خودداری از اعمالی) بکار برده می‌شود که به وسیلهٔ قوانینی امر یا نهی می‌شود که بر حوزه‌های مهم زندگی اجتماعی حاکم بوده یا به عنوان قوانین حاکم بر هر نوع هم‌کاری مورد قبول باشند.

## انواع وظیفه
وظایف را می‌توان به سه دسته تقسیم نمود:
- وظیفهٔ قانونی: هرگاه مقررات قانونی اشخاص را به انجام دادن عملی یا به خودداری از انجام آن ملزم سازند کلمهٔ تکلیف (وظیفه) مطرح می‌شود.

تکلیف و وظیفه به یک معنا نمی‌باشد و از سوی دیگر پیروی یا الزام موضوع ارزیابی تکلیف نمی‌باشد.
- وظیفهٔ اخلاقی: برای اشاره به هر گونه عملی بکار می‌رود که شخص برای انجام دادن یا انجام ندادنش دلیلی اخلاقی داشته باشد. برخی به این نحوهٔ کابرد خرده می‌گیرند که اخلاق دلایل گوناگونی را برای انجام عمل شامل می‌شود و باید کرداری را که صرفاً به اعتبار پی آمدهایش اخلاقاً پسندیده‌است یا به عنوان کاری فوق وظیفه‌شناسی یا قهرمانی‌گری اخلاقاً قابل تحسین است، از وظایفی که معرف «حداقل» جوهر اخلاقی است و از طریق قواعد و مقررات استقرار یافتهٔ لازم برای زندگی اجتماعی مقرر شده‌اند، متمایز کرد.
- وظیفهٔ سیاسی: این اصطلاح هرگاه برای اشاره به وظایف قانونی مأموران دولت (قوای مقننه، قضاییه، یا مجریه) بکار برده نشود که به موجب آن اغلب قانون «عمومی» نامیده می‌شود پیدد م یآند به وظیفهٔ (یا وظیفهٔ ادعایی) «شهروند در اطاعت از قانون» اشاره می‌کند. این وظیفه‌ای است «اخلاقی» که با وظایف دیگر از این لحاظ تفاوت دراد که «دامنهٔ اعمالی که باید انجام داده شوند یا از انجام شان خودداری گردد نامستقیم با توجه به خواست اشخاص دیگری که اختیار قانون‌گذاری دارند مشخص می‌شود.» این وظیفه در اصل وظیفهٔ اطاعت یا سرسپردگی به یک «قدرت سیاسی» است.